# Jovan Ružić
Jovan Ružić (serbisch-kyrillisch Јован Ружић; * 12. Dezember 1898 in Belgrad, Königreich Serbien; † 25. September 1973 in Belgrad, Jugoslawien) war ein serbischer und jugoslawischer Fußballspieler, Schiedsrichter und Sportfunktionär. Er war der erste serbische jugoslawische Fußballnationalspieler. Mit der jugoslawischen Fußballnationalmannschaft nahm er an den Olympischen Sommerspielen 1920 in Belgien teil.

## Geschichte
Ružić begann das Fußballspielen beim Belgrader Verein Srpski mac. 1913 war er Gründungsmitglied des SK Velika Srbija, bei dem er als 15-Jähriger sein erstes offizielles Spiel absolvierte. Später zog es ihn nach Frankreich, wo er beim AS Saint-Étienne und  OGC Nizza spielte. Als erster serbischer Fußballspieler Frankreichs wurde Ružić aufgrund seines harten Schusses als Boulet de canon (dt. Kanonenkugel) bekannt und galt als Publikumsliebling. 1919 kehrte er nach Serbien zurück und begann beim SK Jugoslavija zu spielen. Dort blieb Ružić fünf Jahre und absolvierte 120 Spiele. Später wurde er Schiedsrichter und Sportfunktionär. 1925 beendete Ružić erfolgreich das Jurastudium an der Universität Belgrad.